# مار دریایی زرد
 مار دریایی زرد(نام علمی: Hydrophis spiralis) نام یک گونه از تیره کفچه‌ماران است.